# 인선의 치
인선의 치(仁宣之治)란 1424년에서 1435년까지의 시기를 말하는 것으로, 홍희제와 선덕제의 재위 시기이다. 이 때는 명나라의 황금시기로 불리며, 이 이후부터 정덕제, 가정제, 만력제, 천계제와 같은 암군들이 속출하고 여진족의 성장, 고질적인 부정부패 문제로 인하여 명나라는 점차 쇠락하게 된다.

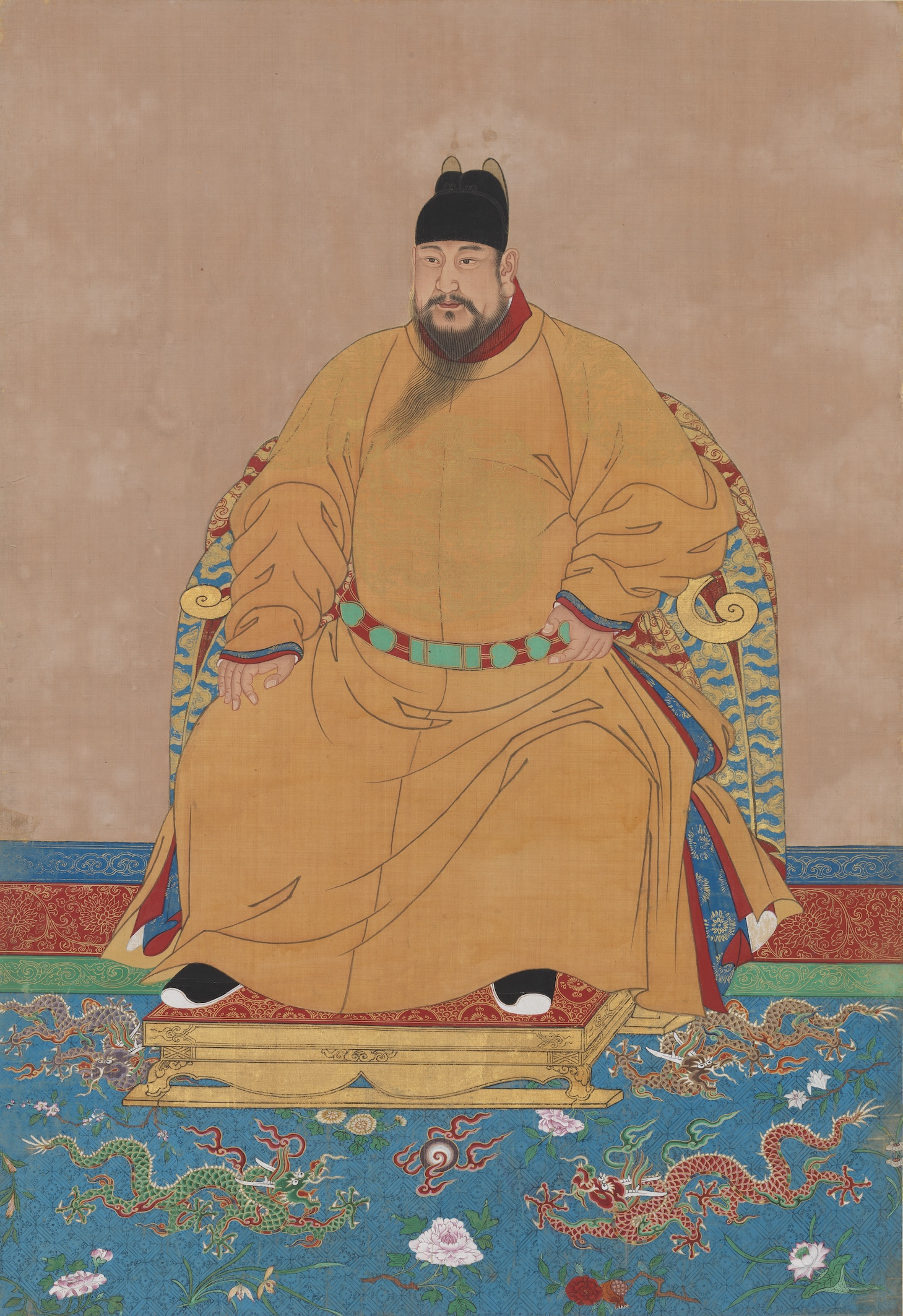
홍희제
선덕제